# پیرکوواتس
پیرکوواتس (به صربی: Pirkovac) یک منطقهٔ مسکونی در صربستان است که در سورییگ واقع شده‌است. پیرکوواتس ۳۴ نفر جمعیت دارد.